# Campeonato Profesional de AFNA 1954
El Campeonato Profesional de AFNA 1954, fue la 1.ª edición de los campeonatos profesionales de Pichincha, dicho torneo fue auspiciado por la Asociación de Fútbol No Amateur de Pichincha (AFNA), tras aprobarse la creación de la entidad de fútbol provincial profesional se decidió crear un torneo siguiendo los pasos de la Asociación de Fútbol del Guayas(Asoguayas) que 3 años antes crearía su propio torneo profesional, para dicho torneo ya estarían inscritos los cuadros de Aucas, Argentina(hoy Dep.Quito), España solamente faltaría un equipo por anotarse y ese saldría entre un sorteo entre el San Lorenzo de La Vicentina e LDU(Q) campeón amateur de la temporada de 1953, al final el ganador del sorteo sería el cuadro de LDU(Q). El torneo comenzaría el 11 de julio de 1954 con el partido inaugural entre Argentina y LDU(Q) con marcador a favor del cuadro de La Academia de 4-2, todos los encuentros se los jugaría en el Estadio El Ejido, al finalizar el torneo el cuadro de LDU(Q) se llevaría el título tras ganar por 4-2 ante el cuadro Argentina, eso llevaría al cuadro de La Academia a jugar un partido extra por el subtítulo ante el Aucas que aplasto en su partido por la 3ª fecha ante España por 7-4, con ello igualarían en puntos, el juego se lo llevaría a cabo el 17 de octubre de 1954 y se lo llevaría el cuadro Oriental por marcador de 4-2, como anécdota este sería el primer y último torneo profesional del Argentina ya que al siguiente torneo cambia de nombre al de Dep.Quito. El equipo más goleador fue LDU(Q) que marcaría un total de 18 goles, así mismo con misma cantidad de goles pero en contra lo tendría el España que le marcaron tal cantidad de goles en esa temporada cabe aclarar que en este torneo no hubo ni ascenso ni descenso.
LDU(Q) se coronó campeón del Campeonato Profesional Interandino por primera vez mientras que Aucas obtendría su primer subcampeonato

## Formato del Torneo
El campeonato Profesional se jugara con el formato de 2 etapas y será de la siguiente manera:
Primera Etapa
Se jugara un todos contra todos entre los 4 participantes del torneo en partidos de ida dando un total de 3 fechas.
Segunda Etapa
Nuevamente se jugara un todos contra todos entre los 4 participantes del torneo en partidos de ida dando un total de 3 fechas, para definir al campeón se lo daría por medio de la tabla acumulada dando entre las 2 etapas un total de 6 fechas,en caso de que dos equipos igualen en puntos por definir el campeonato o por el subtítulo se llevaría un partido extra para definirlo.

## Sedes
| Quito            |
| ---------------- |
| Estadio El Ejido |
| Capacidad: 20 00 |
|                  |

## Equipos participantes
Estos fueron los 4 equipos que participaron en la Copa Interandina de 1954.
| Equipos participantes | Equipos participantes | Equipos participantes | Equipos participantes |
| --------------------- | --------------------- | --------------------- | --------------------- |
| Aucas                 | Argentina             | España                | LDU(Q)                |

## Primera etapa

### Partidos y resultados
| Fecha 1      | Fecha 1   | Fecha 1          |
| Equipo Local | Resultado | Equipo Visitante |
| ------------ | --------- | ---------------- |
| Argentina    | 4-2       | LDU(Q)           |
| Aucas        | 2-1       | España           |

| Fecha 2      | Fecha 2   | Fecha 2          |
| Equipo Local | Resultado | Equipo Visitante |
| ------------ | --------- | ---------------- |
| Aucas        | 1-4       | LDU(Q)           |
| Argentina    | 0-1       | España           |

| Fecha 3      | Fecha 3   | Fecha 3          |
| Equipo Local | Resultado | Equipo Visitante |
| ------------ | --------- | ---------------- |
| España       | 2-2       | LDU(Q)           |
| Argentina    | 1-5       | Aucas            |

## Tabla de posiciones
|  |  |    | Equipo    | PJ | PG | PE | PP | GF | GC | DG | PTS |
|  |  | -- | --------- | -- | -- | -- | -- | -- | -- | -- | --- |
|  |  | 1. | Aucas     | 3  | 2  | 0  | 1  | 8  | 6  | +2 | 4   |
|  |  | 2. | LDU(Q)    | 3  | 1  | 1  | 1  | 8  | 7  | +1 | 3   |
|  |  | 3. | España    | 3  | 1  | 1  | 1  | 4  | 4  | 0  | 3   |
|  |  | 4. | Argentina | 3  | 1  | 0  | 2  | 5  | 8  | -3 | 2   |

Pts = Puntos; PJ = Partidos jugados; G = Partidos ganados; E = Partidos empatados; P = Partidos perdidos; GF = Goles a favor; GC = Goles en contra; Dif = Diferencia de gol

## Segunda Etapa

### Partidos y resultados
| Fecha 1      | Fecha 1   | Fecha 1          |
| Equipo Local | Resultado | Equipo Visitante |
| ------------ | --------- | ---------------- |
| España       | 2-3       | Argentina        |
| LDU(Q)       | 2-1       | Aucas            |

| Fecha 2      | Fecha 2   | Fecha 2          |
| Equipo Local | Resultado | Equipo Visitante |
| ------------ | --------- | ---------------- |
| Aucas        | 1-2       | Argentina        |
| LDU(Q)       | 4-1       | España           |

| Fecha 3      | Fecha 3   | Fecha 3          |
| Equipo Local | Resultado | Equipo Visitante |
| ------------ | --------- | ---------------- |
| LDU(Q)(C)    | 4-2       | Argentina        |
| España       | 4-7       | Aucas            |

### Tabla de posiciones
|  |  |    | Equipo    | PJ | PG | PE | PP | GF | GC | DG | PTS |
|  |  | -- | --------- | -- | -- | -- | -- | -- | -- | -- | --- |
|  |  | 1. | LDU(Q)    | 3  | 3  | 0  | 0  | 10 | 4  | +6 | 6   |
|  |  | 2. | Argentina | 3  | 2  | 0  | 1  | 7  | 7  | 0  | 4   |
|  |  | 3. | Aucas     | 3  | 1  | 0  | 2  | 9  | 8  | +1 | 2   |
|  |  | 4. | España    | 3  | 0  | 0  | 3  | 7  | 14 | -7 | 0   |

Pts = Puntos; PJ = Partidos jugados; G = Partidos ganados; E = Partidos empatados; P = Partidos perdidos; GF = Goles a favor; GC = Goles en contra; Dif = Diferencia de gol

### Tabla Acumulada
|  |  |    | Equipo    | PJ | PG | PE | PP | GF | GC | DG | PTS |
|  |  | -- | --------- | -- | -- | -- | -- | -- | -- | -- | --- |
|  |  | 1. | LDU(Q)    | 6  | 4  | 1  | 1  | 18 | 11 | +7 | 9   |
|  |  | 2. | Aucas     | 6  | 3  | 0  | 3  | 17 | 14 | +3 | 6   |
|  |  | 3. | Argentina | 6  | 3  | 0  | 3  | 8  | 16 | -8 | 6   |
|  |  | 4. | España    | 6  | 1  | 1  | 4  | 11 | 18 | -7 | 3   |

Pts = Puntos; PJ = Partidos jugados; G = Partidos ganados; E = Partidos empatados; P = Partidos perdidos; GF = Goles a favor; GC = Goles en contra; Dif = Diferencia de gol
|  | Campeón                         |
|  | Definieron por el Subcampeonato |

### Desempate por el Subtítulo
La disputaron el Aucas y Argentina, ganando el cuadro oriental
| Fecha                                        | Ciudad | Equipo local | Resultado | Equipo visitante |
| -------------------------------------------- | ------ | ------------ | --------- | ---------------- |
| 17 de octubre                                | Quito  | Aucas        | 4 - 2     | Argentina        |
| Aucas es el vicecampeón con marcador de 2-1. |        |              |           |                  |

### Campeón
|                           |
| Liga de Quito 1.er Título |